# Trampolino Fratelli Nogara
Trampolino Fratelli Nogara – kompleks skoczni narciarskich, znajdujący się we włoskiej miejscowości Tarvisio, niedaleko granicy ze Słowenią.
W skład kompleksu wchodzi pięć skoczni narciarskich: normalna K-90 (nieczynna od 2010 roku) oraz cztery mniejsze K-31, K-21, K-11 i K-7.
Na największej ze skoczni odbyła się Zimowa Uniwersjada 2003. Jej rekordzistą jest Koreańczyk Kim Hyun-ki, który uzyskał rezultat 97 metrów.